# Kunoy
Kunoy (en danés: Kunø) es una isla perteneciente al archipiélago de las Islas Feroe (Dinamarca) en el Mar de Noruega. Es una de las seis islas que conforman la región de Norðoyar, así como uno de los 30 municipios feroeses. Incluye dos localidades: Kunoy y Haraldssund.
Su nombre significa en feroés isla de las mujeres, en contraposición a la vecina Kalsoy (isla de los hombres), con la que guarda cierta similitud geográfica.

## Geografía

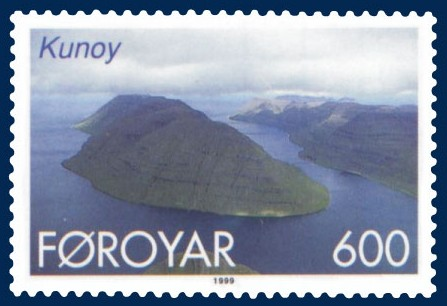
Sello postal con fotografía aérea de Kunoy.

Kunoy forma parte de las llamadas "islas del norte" (Norðoyar) que se sitúan en el noreste de las Islas Feroe. Está separada de Kalsoy por el Kalsoyarfjørður y de Borðoy por el Haraldssund. Al igual que la vecina Kalsoy, Kunoy es de forma alargada y está surcada por una cordillera basáltica que corre de norte a sur. En total hay 1 montañas en Kalsoy, siendo la mayor Kúvingafjall, con 830 m snm. Hay algunos valles de origen glaciar surcados por pequeños ríos que llegan a formar cascadas.
Sólo hay dos poblaciones en la isla: Kunoy en la costa suroccidental, y Haraldssund, en la costa suroriental, donde el estrecho del mismo nombre se vuelve más angosto. Ambas poblaciones se comunican entre sí a través del túnel de Kunoy (Kunoyartunnilin), que mide poco más de 3 km de longitud. En Haraldssund, la isla se conecta con Borðoy a través de una represa.

## Historia

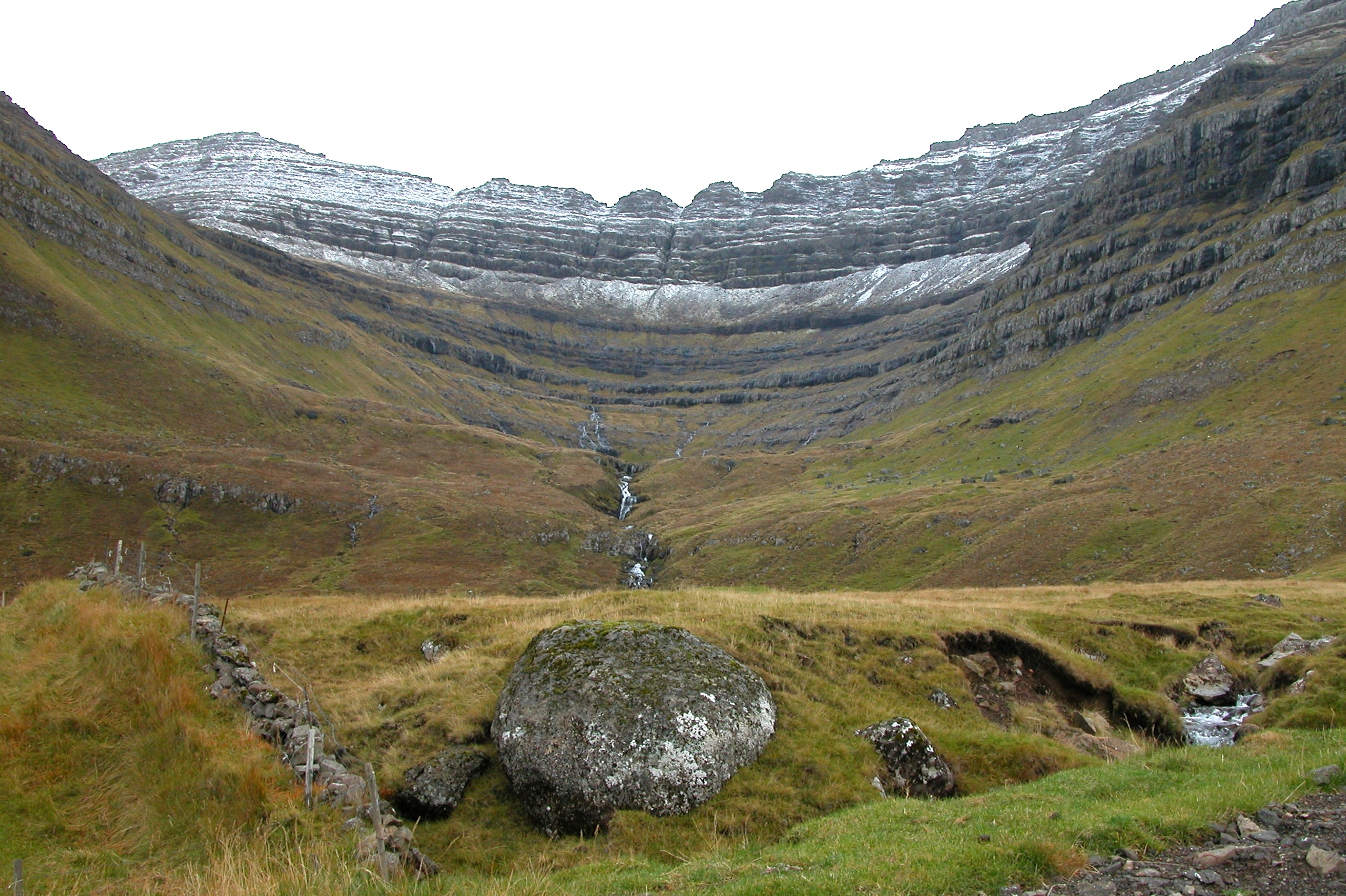
Característico valle glaciar en forma de U.

Kunoy ha estado poblado desde las primeras colonizaciones nórdicas de las Islas Feroe, en especial el pueblo de Haraldssund, cuya historia sería anterior al año 1200. El pueblo de Kunoy, por su parte, podría ser igual de antiguo, pero no es mencionado en una fuente escrita sino hasta el siglo XIV, cuando su nombre aparece en la Hundabrævið. Antiguamente existía una tercera población llamada Skarð en la costa oriental. Sin embargo, la totalidad de la población masculina (7 hombres de edades comprendidas entre los 14 y los 70 años) pereció en un accidente marítimo ocurrido la víspera de Navidad de 1913, lo que supuso que todas las mujeres y niños residentes allí emigraran a Haraldssund. Uno de los hijos más famosos de esta población fue Símun av Skarði (1872 - 1942), quien consiguió ser un influyente pedagogo en el archipiélago, además de componer el himno nacional.
La iglesia del pueblo de Kunoy ha servido históricamente como el templo de la congregación de la isla. Haraldssund no tiene iglesia.
En 1908, se formó el municipio de Kunoy, Mikladalur y Húsar a partir del municipio de la parroquia de Norðoyar. El municipio comprendía las islas de Kunoy y Kalsoy, pero en 1931 se dividió en 3 municipios: Mikladalur y Húsar, en Kalsoy, y Kunoy, en la isla homónima.
En la década de 1980 se construyeron la represa de Haraldssund, que unió Kunoy con Borðoy, y el túnel  de Kunoy, que unió por carretera al pueblo de Kunoy con Haraldssund.

## Demografía
La población de la isla se estima, de acuerdo al Departamento de Estadística Feroés, en 140 habitantes para enero de 2011. Hay únicamente dos localidades: Kunoy, que es la capital municipal, y Haraldssund, ambas con una población de 70 personas. La población se ha mantenido escasa históricamente, aunque ha registrado cierto aumento si se compara con los 101 habitantes que había en 1985. El máximo en los años recientes fue de 157 (2007).
La antigua población de Skarð hoy es un despoblado.
| Localidad   | Hab. |
| ----------- | ---- |
| Kunoy       | 70   |
| Haraldssund | 70   |
| TOTAL       | 140  |

## Política
El concejo municipal de Kunoy es el órgano de gobierno del municipio. Consiste de 5 concejales. Las últimas elecciones municipales tuvieron lugar en noviembre de 2008, presentándose a ellas tres listas independientes. El nuevo concejo empezó funciones el 1 de enero de 2009. El alcalde desde entonces es John Damberg.